# Guillem d'Areny-Plandolit
Guillem d'Areny-Plandolit fue un noble, iii barón de Senaller y Gramenet, político e industrial andorrano que se dedicaba a la industria del hierro en el Principado de Andorra y encabezó la Nueva Reforma, nombre con el que se conoció al proceso de reforma de las instituciones andorranas, siendo él el primer Síndico general del país.
Su casa, la Casa de Areny-Plandolit, actualmente es una casa-museo. Se encuentra al lado del actual Auditorio Nacional de Andorra, donde inicialmente se instaló por iniciativa de Pau Xavier d'Areny Plandolit el primer museo de Andorra (el Museo de animales desnaturalizados).